# 丹麥地理
丹麦位于欧洲北部，是一个传统的北欧国家。国土东临波罗的海，西接北海，北部隔斯卡格拉克海峡与挪威隔海相望，东北则隔厄勒海峡和卡特加特海峡与瑞典隔海相望，南部与德国的石勒苏益格-荷尔斯泰因州接壤。领土主要由日德兰半岛、菲英岛和西兰岛以及近海的443个有名岛屿组成（全国共有1419个岛屿面积大于100平方米，其中72个岛屿无人居住）。丹麦的本土面积为43094平方千米，另有北大西洋上的法罗群岛和位于北美洲的属地格陵兰岛（面积为217.56万平方千米，为世界第一大岛）。截止至2012年，丹麦的人口共有5543453人 ，其中四分之一的人都居住在首都哥本哈根。丹麦的许多岛屿都由桥梁连接，例如连接哥本哈根与瑞典的马尔默的厄勒海峡大桥、连接西兰岛和菲英岛的大贝尔特桥连接日德兰半岛和菲英岛的小贝尔特桥。隨著加拿大埃尔斯米尔岛与格陵兰之间肯尼迪海峡中的汉斯岛分治計劃落實，加拿大成為繼德國以外，第二個與丹麥陸地接壤的國家。
丹麦的气候为温带海洋性气候，全年温暖多风。丹麦海岸线长达7314千米，与德国共享68千米的边境线。丹麦全境地势平缓，平均海拔31米，若不計法羅群島和格陵蘭，丹麥本土的自然最高峰為莫來山，海拔170.86公尺。主要城市有位于西兰岛的首都哥本哈根、位于菲英岛的安徒生的家乡欧登塞及位于日德兰半岛的奧胡斯和奧尔堡。
丹麦的最北端为旅游圣地斯卡根，最南端为盖瑟，最西端为Blåvandshuk，最东端为Østerskær。

## 领土问题

### 领海
- 毗连区：24海里（44.4千米，27.6英里）
- 大陆架：200米的开采深度
- 专属经济区200海里（370.4公里，230.2英里）
- 领海： 12海里（22.2公里，13.8英里）

### 其它问题
- 冰岛与法罗群岛的渔业中线纠纷
- 冰岛、爱尔兰和英国认为法罗群岛的大陆架延伸超过200海里或约370公里。
- 法罗群岛的独立争端
- 丹麦正希望扩展格陵兰岛的专属经济区，其中的一部分位于北极地区